# Fulgence Fresnel
Fulgence Fresnel (født 15. april 1795 i Mathieu, Calvados, død 30. november 1855 i Bagdad) var en fransk orientalist. Han var bror til Augustin-Jean Fresnel.
Fresnel studerede nyere sprog, oversatte på fransk flere udenlandske bøger, således af Berzelius, Tieck og andre, rejste 1826 til Italien, hvor han lærte arabisk i maronitterkollegiet i Rom, gik 1831 til Ægypten og sendtes 1837 til Jeddah, Mekkas havnestad, som fransk konsul. Fresnel, der var en nøje kender af det arabiske sprog og dets mundarter, satte sig her grundig ind i den hidtil lidet påagtede sydarabiske dialekt chikili og lagde her tillige (ved sine afhandlinger i Journal Asiatique) grunden til dechifreringen af de himyaritiske indskrifter fra Jemen. Efter i 1850 at være vendt hjem til Frankrig sendtes han 1851 som leder af en fransk videnskabelig ekspedition til Mesopotamien, hvis vigtige resultater, efter at Fresnel var død på rejsen, udgaves af en anden af deltagerne, Jules Oppert (Expédition scientifique en Mésopotamie, 1858—63 med atlas).